# Шелман (Џорџија)
Шелман (Џорџија) (енгл. Shellman) град је у америчкој савезној држави Џорџија. По попису становништва из 2010. у њему је живело 1.083 становника.

## Демографија
Према попису становништва из 2010. у граду је живело 1.083 становника, што је 83 (7,1%) становника мање него 2000. године.
| Група             | 2000.       | 2010.       |
| Белци             | 356 (30,5%) | 341 (31,5%) |
| Афроамериканци    | 803 (68,9%) | 737 (68,1%) |
| Азијати           | 0 (0,0%)    | 0 (0,0%)    |
| Хиспаноамериканци | 5 (0,4%)    | 1 (0,1%)    |
| Укупно            | 1.166       | 1.083       |